# Lago di San Liberato
Il lago di San Liberato è un bacino artificiale che si trova a San Liberato frazione del comune di Narni, in provincia di Terni, in Umbria, non lontano dalla confluenza del Nera nel Tevere al confine con il Lazio.

## Descrizione
Il lago è un'oasi costituita dal bacino artificiale creato dallo sbarramento del fiume Nera su un'area di confluenza tra il Nera e il Tevere, paesaggisticamente è caratterizzato dai connotati fluviali golenali della valle del Tevere, di particolare interesse il suo ambiente umido e paludoso, con un ecosistema composto da una numerosa fauna acquatica e migratoria che costituisce un'area ripariale e un corridioio eclogico per l'avifauna migratoria internazionale. Il lago ha un volume di invaso massimo pari a 6 milioni di m³, l'invaso viene sfruttato dall'ACEA per produrre energia elettrica nella Centrale idroelettrica Marconi di Orte, con una potenza di 20 MW.